# مقاطعة موهيلز هوك
موهيلز هوك هي مقاطعة من مقاطعات ليسوتو.تغطي مساحة 3,530 كم مربع ويقدر سكانها في 2006 ب 174,924 نسمة.موهيلز هوك هي عاصمتها أو الكامبتاون الخاصة بها وهي المدينة الوحيدة فيها.

## الجغرافيا
تحد موهيلز هوك في الجنوب الغربي مع جنوب أفريقيا تحديدا مع محافظة فري ستيت ، لكنها تحد في الجنوب الغربي مع محافظة كيب الشرقية.محليا تحد المقاطعة مع عدة مقاطعات أخرى في ليسوتو هي:
- مقاطعة مافتنغ-من الشمال الغربي
- مقاطعة ماسيرو-من الشمال
- مقاطعة ثابا-تسيكا-من الشمال الشرقي
- مقاطعة قاخاز نك-من الشرق
- مقاطعة قوثنغ-من الجنوب الشرقي

## المناخ
يظهر الجدول التالي التغييرات المناخية على مدار السنة لمقاطعة موهيلز هوك:
| البيانات المناخية لـمقاطعة موهيلز هوك | البيانات المناخية لـمقاطعة موهيلز هوك | البيانات المناخية لـمقاطعة موهيلز هوك | البيانات المناخية لـمقاطعة موهيلز هوك | البيانات المناخية لـمقاطعة موهيلز هوك | البيانات المناخية لـمقاطعة موهيلز هوك | البيانات المناخية لـمقاطعة موهيلز هوك | البيانات المناخية لـمقاطعة موهيلز هوك | البيانات المناخية لـمقاطعة موهيلز هوك | البيانات المناخية لـمقاطعة موهيلز هوك | البيانات المناخية لـمقاطعة موهيلز هوك | البيانات المناخية لـمقاطعة موهيلز هوك | البيانات المناخية لـمقاطعة موهيلز هوك | البيانات المناخية لـمقاطعة موهيلز هوك |
| الشهر                                 | يناير                                 | فبراير                                | مارس                                  | أبريل                                 | مايو                                  | يونيو                                 | يوليو                                 | أغسطس                                 | سبتمبر                                | أكتوبر                                | نوفمبر                                | ديسمبر                                | المعدل السنوي                         |
| ------------------------------------- | ------------------------------------- | ------------------------------------- | ------------------------------------- | ------------------------------------- | ------------------------------------- | ------------------------------------- | ------------------------------------- | ------------------------------------- | ------------------------------------- | ------------------------------------- | ------------------------------------- | ------------------------------------- | ------------------------------------- |
| متوسط درجة الحرارة الكبرى °ف          | 81                                    | 81                                    | 77                                    | 70                                    | 66                                    | 61                                    | 61                                    | 68                                    | 72                                    | 79                                    | 81                                    | 82                                    | 73                                    |
| متوسط درجة الحرارة الصغرى °ف          | 59                                    | 57                                    | 54                                    | 43                                    | 45                                    | 37                                    | 34                                    | 39                                    | 43                                    | 52                                    | 57                                    | 57                                    | 48                                    |
| معدل هطول الأمطار إنش                 | 6.6                                   | 5.3                                   | 4.4                                   | 2.4                                   | 1.2                                   | 2.4                                   | 0.0                                   | 0.2                                   | 0                                     | 1.0                                   | 2.9                                   | 5.6                                   | 31.9                                  |
| متوسط درجة الحرارة الكبرى °م          | 27                                    | 27                                    | 25                                    | 21                                    | 19                                    | 16                                    | 16                                    | 20                                    | 22                                    | 26                                    | 27                                    | 28                                    | 23                                    |
| متوسط درجة الحرارة الصغرى °م          | 15                                    | 14                                    | 12                                    | 6                                     | 7                                     | 3                                     | 1                                     | 4                                     | 6                                     | 11                                    | 14                                    | 14                                    | 9                                     |
| معدل هطول الأمطار مم                  | 167                                   | 134                                   | 112                                   | 62                                    | 30                                    | 60                                    | 1                                     | 4                                     | 0                                     | 25                                    | 74                                    | 141                                   | 811                                   |
| المصدر #1:                            |                                       |                                       |                                       |                                       |                                       |                                       |                                       |                                       |                                       |                                       |                                       |                                       |                                       |
| المصدر #2:                            |                                       |                                       |                                       |                                       |                                       |                                       |                                       |                                       |                                       |                                       |                                       |                                       |                                       |